# Beáta Hanušniaková
Beáta Hanušniaková je slovenská brigádní generálka Ozbrojených sil Slovenské republiky, jako první žena v této hodnosti v slovenských ozbrojených silách.

## Život
Do první generálské hodnosti, brigádní generálka, byla jmenována prezidentkou Zuzanou Čaputovou 24. října 2023. Stala se první ženou Ozbrojených sil Slovenské republiky v generálské hodnosti. Hanušniaková při jmenování uvedla, že je to pro ni „výjimečná funkce a velká čest“, a dodala: „Ale naše čest dnes patří všem vojákům a vojákyním, kteří tvrdě pracují.“ Ministerstvo obrany neuvedlo její zařazení. Na rukávové nášivce je nápis – Ministerstvo obrany Slovenskej republiky Vojenské spravodajstvo. Příslušnost k Vojenskému zpravodajství potvrdil i Igor Cibula z Asociace bývalých zpravodajských důstojníků.